# Physcomitrium subspathulatum
Physcomitrium subspathulatum är en bladmossart som beskrevs av Thériot och Georges Raymond Léonard Naveau 1927. Physcomitrium subspathulatum ingår i släktet huvmossor, och familjen Funariaceae. Inga underarter finns listade i Catalogue of Life.